# Catocala puerpera
Catocala puerpera is een vlinder uit de familie van de spinneruilen (Erebidae). De wetenschappelijke naam van de soort werd in 1791 als Phalaena puerpera gepubliceerd door Michele Spirito Giorna.
Deze nachtvlinder komt voor in Europa.